# Tony Banks
Anthony Louis Banks, barão de Stratford (Belfast, 8 de abril de 1942 – Fort Myers, 8 de janeiro de 2006), mais conhecido como Tony Banks, foi um político britânico e membro do Partido Trabalhista na Câmara dos Lordes.
Foi membro do parlamento e atuou como ministro do desporto de 1997 a 1999. Aos 5 de janeiro de 2006, sofreu uma séria hemorragia cerebral enquanto passava férias na Flórida e faleceu em 8 de janeiro, com 62 anos de idade.